# Louis Couturat
Alexandre Louis Couturat, född 17 januari 1868 i Ris-Orangis, Essonne, Frankrike, död 3 augusti 1914, var en fransk filosof.
Couturat forskade inom formell logik, matematisk filosofi och språkfilosofi och skrev en rad viktiga arbeten inom alla dessa områden. Bland hans främsta verk märks De l'infini mathématique (1896), La logique de Leibniz (1901), Histoire de la langue universelle (1903, tillsammans med Léopold Leau), L'algèbre de la logique (1905) samt Les principes des mathèmatiques (1905). Couturat utgav även flera ordböcker över internationella hjälpspråk, särskilt ido, för vilket Couturat var en ivrig förkämpe.